# Synektik (Unternehmen)
Synektik S.A. ist ein Unternehmen mit Sitz in Warschau, das im Gesundheitswesen arbeitet. Es handelt sich um einen Anbieter von Produkten, Dienstleistungen und IT-Lösungen für die Chirurgie, diagnostische Bildgebung und Nuklearmedizin. Das Unternehmen vertreibt medizinische Geräte und IT-Lösungen für die Radiologie und betreibt ein Forschungslabor für diagnostische Bildgebungsgeräte und den Service medizinischer Geräte. Synektik ist auch der erste kommerzielle Hersteller von Radiopharmazeutika in Polen, die in der onkologischen Diagnostik mittels Positronen-Emissions-Tomographie (PET) eingesetzt werden. Synektik ist ein Partner von Siemens.
Das Unternehmen verfügt über drei Produktionsstätten für Radiopharmazeutika: als Teil des Onkologischen Zentrums in Świętokrzyskie in Kielce, in Mszczonów und in Warschau am Militärischen Institut für Medizin. Darüber hinaus verfügt Synektik über ein eigenes Forschungs- und Entwicklungszentrum, das sich mit Onkologie, Kardiologie und neurologischen Radiopharmazeutika beschäftigt. Darüber hinaus baut der Konzern ein eigenes Zentrum für klinische Studien auf.  Tochtergesellschaften (100 %) sind Synektik Pharma Sp. z o.o. und Synektik Czech Republic, s.r.o.
Synektik ist an der Warschauer Börse im polnischen Mittelwerteindex mWIG40 notiert.

## Geschichte
Das Unternehmen wurde am 4. Oktober 2001 von Cezary Dariusz Kozanecki, Dariusz Marcin Korecki und Tomasz Warmus als Gesellschaft mit beschränkter Haftung gegründet. Die Umwandlung in eine Aktiengesellschaft erfolgte 2011, der Börsengang an der Warschauer Börse 2014.